# Sympycnus latifacies
Sympycnus latifacies är en tvåvingeart som beskrevs av Robinson 1975. Sympycnus latifacies ingår i släktet Sympycnus och familjen styltflugor.
Artens utbredningsområde är Dominica. Inga underarter finns listade i Catalogue of Life.